# آدام سیلورا
آدام سیلورا، رمان‌نویس آمریکایی، به‌خاطر کتاب‌های معاصرش برای نوجوانان شهرت دارد. او در 1 ژوئیه 1990 در شهر نیویورک، ایالات متحده آمریکا به دنیا آمد. سیلورا، نویسنده سرشناس، به خاطر داستان های بسیار تکان دهنده و تامل برانگیزش که اغلب به مسائل عشق، غم و هویت شهرت دارد.
از جمله آثار شناخته شده آدام سیلورا می توان به موارد زیر اشاره کرد:
- هر دو در نهایت میمرند
- چه می شود اگر ما باشیم

- پسر بی نهایت

آدام سیلورا به دلیل باز بودن، حساسیت و به تصویر کشیدن افراد و موقعیت‌های مختلف، نویسنده‌ای معتبر در زمینه ادبیات داستانی بزرگسالان جوان است.